# Bất đẳng thức Khinchin
Trong toán học, bất đẳng thức Khinchin, đặt theo tên của Aleksandr Khinchin là một định lý về xác suất, và thường được sử dụng trong giải tích. Ý tưởng về mặt định tính của bất đẳng thức là với mọi bộ {\displaystyle N} số phức {\displaystyle x_{1},\dots ,x_{N}\in \mathbb {C} }, nếu nhân mỗi số với một dấu ngẫu nhiên {\displaystyle \pm 1} rồi cộng lại, thì giá trị kì vọng của mô đun sẽ xấp xỉ bằng {\displaystyle {\sqrt {|x_{1}|^{2}+\cdots +|x_{N}|^{2}}}}.

## Phát biểu định lý
Xét {\displaystyle N} biến ngẫu nhiên độc lập {\displaystyle \{\epsilon _{n}\}_{n=1}^{N}} cùng phân bố theo {\displaystyle P(\epsilon _{n}=\pm 1)={\frac {1}{2}}} với mọi {\displaystyle n=1\ldots N}, nghĩa là một dãy phân bố theo phân phối Rademacher. 
Xét {\displaystyle 0<p<\infty } và {\displaystyle x_{1},...,x_{N}\in \mathbb {C} }. Khi đó
{\displaystyle A_{p}\left(\sum _{n=1}^{N}|x_{n}|^{2}\right)^{\frac {1}{2}}\leq \left(\mathbb {E} {\Big |}\sum _{n=1}^{N}\epsilon _{n}x_{n}{\Big |}^{p}\right)^{1/p}\leq B_{p}\left(\sum _{n=1}^{N}|x_{n}|^{2}\right)^{\frac {1}{2}}}
với hai hằng số {\displaystyle A_{p},B_{p}>0} chỉ phụ thuộc vào {\displaystyle p} (trong đó {\displaystyle \mathbb {E} } là giá trị kì vọng). Giá trị chặt của các hằng số {\displaystyle A_{p},B_{p}} được tìm ra bởi Haagerup (1982); xem thêm chứng minh đơn giản hơn ở Nazarov & Podkorytov (2000).

## Ứng dụng trong giải tích
Bất đẳng thức này được sử dụng rộng rãi trong toán học chứ không chỉ ở lý thuyết xác suất. Một ví dụ sử dụng bất đẳng thức này trong giải tích là như sau: giả sử {\displaystyle T} là một biến đổi tuyến tính giữa hai không gian Lp {\displaystyle L^{p}(X,\mu )} đến {\displaystyle L^{p}(Y,\nu )}, {\displaystyle 1\leq p<\infty }, với chuẩn bị chặn{\displaystyle \|T\|<\infty }, thì ta có thể dùng bất đẳng thức Khinchin để chứng minh
{\displaystyle \left\|\left(\sum _{n=1}^{N}|Tf_{n}|^{2}\right)^{\frac {1}{2}}\right\|_{L^{p}(Y,\nu )}\leq C_{p}\left\|\left(\sum _{n=1}^{N}|f_{n}|^{2}\right)^{\frac {1}{2}}\right\|_{L^{p}(X,\mu )}}
với hằng số {\displaystyle C_{p}>0} chỉ phụ thuộc {\displaystyle p} và {\displaystyle \|T\|}.